# أحلام بحار متعب
أحلام بحار متعب هي مجموعة قصصية للقصاص التونسي إبراهيم الأسود صدرت عام 1988 ضمن منشورات «قصص» وتحمل رقم 8. وقد تم نشرها ببادرة من رئيس اتحاد الكتاب التونسيين آنذاك الأديب محمد العروسي المطوي.
ومن ضمن تلك المجموعة العناوين التالية:
- «أحزان صغيرة»؛
- «صندوق الشموع»؛
- «ثمنا للشمس»؛
- «أحلام بحار متعب»؛
- «أحزان ليلة سهاد»؛
- «ريح الشمال»؛
- «أصداء نهاية»؛
- «سكير شارع مقفر»؛
- «أحزان الرفيق يوحنا»؛
- «رجل الخمارة الصاخب»؛
- «مومياء بيت داعر»؛
- «حكاية التنين»؛
- «حكاية الحمار الأصهب».

يقول عنها الناصر التومي: «مضامين النصوص مغرقة في السوداوية، شخوصها محبطون، مقمعون من كل جانب، ولعل عناوين بعضها كانت الإشارة الأولى لتأزمها». كما يقول «أغلب النصوص شخوصها رجال، وجلها تصور حالة متازمة لفرد واحد ألا وهو الراوي، والتي صيغت جلها بضمير المتكلم أنا، وهي سمة تتماشى وهذه النوعية من الكتابة الاعتراف، فمن خلالها يستطيع الكاتب الإفضاء بما يختلج في صدره من تأزم بكل يسر» (مجلة قصص، ع 144، أفريل -جوان 2008، ص 77-78.